# Nabbensbergs herrgård
Nabbensbergs herrgård är en herrgård i Vänersborg. Den uppfördes 1764 och fungerade ursprungligen som officersbostad. Den har genom åren fungerat som officersmäss, handelsträdgård och tegelbruk. Tegelbruksverksamheten vid Nabbensberg upphörde vid 1960-talets mitt.